# رناتو سانچز
رناتو جونیور لوز سانچز (پرتغالی: Renato Júnior Luz Sanches؛ زادهٔ ۱۰ مهٔ ۱۹۹۷) بازیکن فوتبال اهل پرتغال است که برای باشگاه رم بازی می‌کند.
او سابقه قهرمانی با تیم ملی فوتبال پرتغال در جام ملت‌های اروپا ۲۰۱۶ را نیز دارد.

## آمار ملی

### بازی‌های ملی
تا تاریخ ۱۴ نوامبر ۲۰۲۱
| پرتغال | پرتغال | پرتغال | پرتغال |
| سال    | بازی   | گل     | پاس گل |
| ------ | ------ | ------ | ------ |
| ۲۰۱۶   | ۱۲     | ۱      | ۱      |
| ۲۰۱۷   | ۱      | ۰      | ۰      |
| ۲۰۱۸   | ۵      | ۰      | ۲      |
| ۲۰۲۰   | ۴      | ۱      | ۰      |
| ۲۰۲۱   | ۱۰     | ۱      | ۰      |
| مجموع  | ۳۲     | ۳      | ۳      |

### گل‌های ملی
| شماره | تاریخ          | میزبان | بازی ملی | حریف    | نتیجه | رقابت                  |
| ----- | -------------- | ------ | -------- | ------- | ----- | ---------------------- |
| ۱     | ۳۰ ژوئن ۲۰۱۶   | مارسی  | ۹        | لهستان  | ۱–۱   | جام ملت‌های اروپا ۲۰۱۶  |
| ۲     | ۱۱ نوامبر ۲۰۲۰ | لیسبون | ۲۲       | آندورا  | ۷–۰   | دوستانه                |
| ۳     | ۱۴ نوامبر ۲۰۲۱ | لیسبون | ۳۲       | صربستان | ۱–۲   | مقدماتی جام جهانی ۲۰۲۲ |

## افتخارات

### باشگاهی
بنفیکا
- لیگ برتر فوتبال پرتغال: ۱۶–۲۰۱۵[۱]

بایرن مونیخ
- بوندس‌لیگا: ۱۷–۲۰۱۶
- سوپر جام فوتبال آلمان: ۲۰۱۷

### ملی
پرتغال
- جام ملت‌های اروپا: ۲۰۱۶

### فردی
- پسر طلایی: ۲۰۱۶[۲]